# 제일스파이럴
제일 스파이럴(第一 Spiral) 주식회사는 한국의 냉난방 공조기기 제작업체이다. 본사는 화성시 봉담읍 덕우공단, 2공장은 경기도 화성시 팔탄면에 위치해 있다.

## 연혁
- 1993년 2월 제일산업으로 창립[2]

## 참조문헌
1. ↑  강병호, '공기를 바꾸자', ㈜제일스파이럴, OBS 뉴스, 2012년 11월 30일
2. ↑  이경진, 제일스파이럴 공장 준공 이전식 가져 경인일보, 2012년 10월 29일